# Château de Gaujacq
Le château de Gaujacq est une demeure seigneuriale du XVIIe siècle, bâtie par un lieutenant général des armées du roi Louis XIV. Situé sur la commune de Gaujacq, dans le département français des Landes, il est classé Monument historique le 13 février 2002 et inscrit le 19 septembre 2019.

## Présentation
Le château de Gaujacq occupe le site d'un camp protohistorique abritant un habitat gallo-romain, puis une enceinte médiévale, à proximité de la confluence du Luy de Béarn et du Luy de France qui forment le Luy.

### Description
Ce château est entièrement de plain-pied et possède une cour intérieure et un « jardin des délices » évoquant l’Italie de la Renaissance. Son architecture s’organise autour de ce jardin intérieur, entouré d’une galerie à l’italienne. Ses appartements, datant des XVIIe et XVIIIe siècles, sont meublés et habités, décorés de boiseries et de panneaux peints. Depuis le jardin d'agrément datant du XVIIe siècle, on jouit d'une vue sur les Pyrénées, de la Rhune jusqu'au Pic du Midi de Bigorre.

### Historique
Selon la coutume, on dit que François Ier serait passé par là en rentrant de ses deux années de captivité à Madrid après la bataille de Pavie. Son maître de la garde-robe, Jean d’Escoubleau de Sourdis, chevauchait à ses côtés. Séduit par la Chalosse, ce descendant de la famille Caupenne aurait choisi de s’y fixer.
À l’époque, le site se présente sous la forme d'une forteresse perchée sur la colline. Elle sera rasée pendant la Fronde. Il ne reste de nos jours comme témoignage de cette époque qu’un pan de muraille.
C’est François de Sourdis (1635-1707), lieutenant général des armées du roi Louis XIV et descendant de Jean de Sourdis, qui entreprend en 1686 la construction du château actuel. Il fait appel à Jules Hardouin-Mansart, l’architecte de Louis XIV, pour en tracer les plans.
Mansard, inspiré par l’architecture grecque antique, imagine cette galerie à l’italienne, alliant sobriété monastique et équilibre des proportions. Les craintes de rébellion en Gascogne interdisant alors les constructions hautes, il se contente d’un rez-de-chaussée carré.
L’agencement général est conçu autour du soleil et des quatre éléments. La tête d’Athéna, placée au-dessus de l’entrée nord-ouest, rappelle le vent et la pluie. La Gorgone Méduse, symbole de la terre est du côté sud-ouest. Apollon, symbole du feu est placé au sud-est, tandis qu’Héraclès, symbole de l’air, est placé au nord-estlouis XIV n'est pas un roi mis un gouverneur.

### Cours, jardin et Plantarium
La cour intérieure est organisée autour des arcades d’un cloître, qui n’a jamais vu ni moine ni religieuse. Cette cour et le jardin possèdent de beaux spécimens de magnolias deux fois centenaires, un rare plaqueminier et un photinia serrulata, deux arbres exotiques qui ont été certainement les premiers plantés en France il y a deux cents ans.
Le jardin est une réalisation de Jean et Frédérique Thoby. Horticulteur et botaniste nantais, Jean Thoby et sa famille sont arrivés en Chalosse en 1985. Leur Plantarium, créé en 1986 et ouvert en 1993, compte aujourd’hui 3 000 espèces végétales. Les choix se portent exclusivement sur des plantes adaptées au climat et au sol de la région, et seuls des fertilisants naturels sont utilisés.